# Серябкіна Ольга Юріївна
Ольга Юріївна Серябкіна; також була відома під сценічним псевдонімом Molly ((12 квітня 1985 , Москва )) — російська співачка, авторка пісень, акторка, ведуча.
Була єдиною незмінною солісткою групи SEREBRO протягом 13 років, з 2006 по 2019 роки. Також Серябкіна написала більшу частину текстів пісень колективу, включаючи головні хіти Мама Люба, Мало тебе, Я тебе не віддам, Переплутала та інші.
У 2014 році під псевдонімом Holy Molly з'явилася на синглу «Kill Me All Night Along» DJ MEG як запрошена виконавиця, а в 2015 році під тим самим псевдонімом випустила дебютний однойменний сольний сингл. Зменшивши псевдонім до Molly, Серябкіна продовжила випускати сингли.
У лютому 2019 року покинула Serebro, а у квітні того ж року випустила дебютний студійний альбом «Косатка в небі».
У 2017 році опублікувала першу віршовану збірку «Тисяча „М“».
З 2020 року закінчила співпрацю з лейблом Malfa і працює під власним ім'ям.
22 квітня 2022 року відбувся реліз альбому «Синій колір твоєї любові», до якого увійшли десять композицій, за кілька годин після релізу альбом посів перше місце в топ-чарті Росії iTunes

## Біографія
Народилася 12 квітня 1985 року в Москві, а її пращури родом з Оренбуржжя. Виросла та навчалася на Таганці. З 6-7 років почала займатися бальними танцями. Рано втратила батька, підлітком відчувала себе бісексуалкою. У 17 років отримала звання кандидата в майстри спорту з бальних танців.
За її власним зізнанням, у неї педіофобія, але незважаючи на це, в одній із ранніх фотосесій групи Serebro тримає відірвані голови ляльок на пальцях руки. Є автолюбителькою, першим власним автомобілем став Volvo, в якому було знято кліп на пісню «Мама Люба».
З 2006 року почала писати пісні для гурту, нею був написаний початковий варіант «Song #1», але до фінальної версії синглу увійшли слова Данила Бабичева. Також Серябкіною були написані «Love Song» (пісня кілька разів була виконана на концертах, але ніколи не була випущена офіційно) та один із куплетів «Sound Sleep». Її повноцінний дебют відбувся у першому синглу з другого студійного альбому Mama Lover «Like Mary Warner», випущеному в 2009 році.

### 2006—2019: Serebro
У 2006 році стала учасницею групи Serebro, куди її привела Олена Темнікова. Колектив дебютував на конкурсі «Євробачення-2007», де посів третє місце. Serebro випустили сингли «Дыши», «Опиум», «Скажи, не молчи» і в 2009 році випустили дебютний студійний альбом ОпиумRoz, куди також увійшли сольні пісні Темникової та Серябкіної. Три сингли очолили російський радіочарт, а композиція «Дыши» досягла свого піку на № 2.
2010 року Serebro випустили першу російськомовну пісню «Не время», автором тексту якої стала Серябкіна. У тому ж році вийшов сингл «Давай держаться за руки», а через рік вийшов лід-сингл «Mama Lover» з однойменного другого студійного та першого англомовного альбому гурту. Реліз платівки відбувся у 2012 році, за тиждень до прем'єри на підтримку диска вийшов фінальний сингл « Gun». Альбом досяг успіху в Італії, Японії та інших країнах, а в своїй рецензії Коммерсантъ порівняв успіх Serebro з досягненнями t.A.Tu десятирічної давності.
З 2013 року Serebro розпочали запис третього студійного альбому, який вийшов у 2016 році під назвою «Сила трех». Альбом включив у себе всі сингли, що раніше вийшли, включаючи «Мало тебя», «Я тебя не отдам» і «Переплутала». З моменту виходу альбому гурт продовжував випускати сингли, а в 2018 році представив великий трек «Chico Loco» з однойменного міні-альбому, що вийшов у 2019 році.
У 2018 році Ольга заявила про звільнення з групи, в якій вона працювала протягом 13 років. З моменту оголошення колектив випустив сингли «На лицо» (спільно з гуртом «Хліб») та «Пятниця», а також записаний спільно з продюсером тріо Максимом Фадєєвим прощальний кавер на пісню «Притяженья больше нет» гурту «ВІА Гра» та Валерія Меладзе. Замість чергової заміни учасниці Фадєєв оголосив про повну зміну складу.

### 2014—2018: Сольний проєктMolly
18 вересня 2014 року DJ MEG випустив свій новий сингл Kill Me All Night Long, записаний у дуеті з Ольгою, яка взяла псевдонім Holy Molly, також нею був написаний текст пісні. Раніше DJ вже працював із гуртом Serebro, записавши сингл «Угар». Цей трек можна вважати відправною точкою Ольги у сольній кар'єрі. Прем'єра кліпу відбулася 16 жовтня 2014 року.
4 лютого 2015 року Ольга під власним ім'ям виконала гімн програми «Головна сцена» на телеканалі «Росія-1».
У березні 2015 року Ольга продовжила працювати над сольним проєктом у стилі поп-хіп-хоп під псевдонімом Holy Molly, записавши однойменний сингл. Надалі змінила псевдонім на Molly, під яким виступала до лютого 2020 року. Прем'єра кліпу на Holy Molly відбулася 21 квітня 2015 року.
22 березня 2015 року на телеканалі «Росія-1» вийшов 7-й випуск 3-го сезону шоу «Один в один!». Випуск був присвячений солістам гуртів. Так як у попередньому випуску, натиснувши на кнопку, Світлані Светіковій дісталася група «Serebro», то наступного вона пародіювала Ольгу Серябкіну. Як номер Светикова обрала пісню «Я тебя не отдам». Серябкіна заспівала дуетом зі Светиковою.
23 квітня 2015 року випустила сингл «For Ma Ma», який згодом став саундтреком до анімаційного фільму Максима Фадєєва «Сава. Сердце воина».
14 грудня 2015 року в ефірі 38 випуску 2 сезони шоу «Танці» на телеканалі «ТНТ» відбулася прем'єра синглу «Zoom», який увійшов до топ-5 пісень у російському відділенні iTunes.
25 грудня 2015 року в кінотеатрах вийшов фільм «Найкращий день», де Серябкіна зіграла одну з головних ролей — поп-зірку Аліну Шепіт. У фільмі виконала низку пісень.
У 2016 році знялася у відвертій фотосесії для травневого номера журналу Maxim.
7 червня 2016 вийшов перший російськомовний сингл Molly — «Я просто люблю тебя», виконаний в жанрі поп. Прем'єра кліпу відбулася 20 вересня.
9 листопада 2016 року вийшов сингл «Style». Прем'єра кліпу відбулася за тиждень, 16 листопада. Режисером кліпу став Максим Фадєєв.
10 лютого 2017 року на офіційному каналі Максима Фадєєва на відеохостингу YouTube вийшов анонс збірки віршів Серябкіної, який отримав назву «Тысяча „М“». До збірки увійшли 54 власні вірші, а також історії з життя, розповіді про себе та близьких людей та фотографії з особистого архіву. Вихід збірки відбувся 3 квітня 2017 року.
3 березня 2017 року в ефірі шоу «Вечірній Ургант» на Першому російському каналі відбулася прем'єра нового синглу Єгора Кріда та Molly — «Якщо ти мене не любиш». Трек увійшов до другого студійного альбому артиста «Что они знают?». Авторами тексту пісні виступили Серябкіна та Крід. 14 квітня на каналі лейбла Malfa вийшло Mood Video, режисером якого стали Гліб Клішевич та Ірма Польських.
16 червня 2017 вийшов новий сольний сингл Molly «Fire», пісня виконана в ліричному стилі англійською мовою. У записі треку брав участь Максим Фадєєв. Прем'єра кліпу відбулася того ж дня у «ВКонтакті».
28 серпня 2017 року у групи «щомісячні» (до складу якої входить Слава КПСС) вийшов новий сингл «Це не місячні» спільно з Олею Серябкіною.
31 серпня 2017 року відбулася прем'єра кліпу Big Russian Boss та Molly «Мені подобається» на YouTube.
29 вересня 2017 року було відкрито попереднє замовлення, а 5 жовтня відбулася прем'єра синглу Molly «Пьяная» . Як мінус була використана композиція «Isle of Sirens» групи Silence in Storms, яка також була використана до анонсу збірок віршів Серябкіної. 6 жовтня відбулася прем'єра кліпу, у зйомках якого взяли участь модель Анастасія Волконська-Решетова та учасник шоу «Танці» на ТНТ Митя Стаєв.
5 грудня був представлений уривок композиції Under My Skin.
25 грудня відбулася перша премія «VK Music Awards» на платформі соціальної мережі «ВКонтакте», де композиція «Если ты меня не любишь» увійшла до найбільш прослуховуваних треків року, розташувавшись на 30-у місці. Molly та Єгор Крід удостоїлися спеціальних табличок на своїх особистих сторінках та в офіційних спільнотах, а також звання «артистів року».

### 2018—2019: Відхід ізSerebro,дебютний сольний альбом Molly, відхід з MALFA
9 жовтня 2018 року в Instagram Серябкіна оголосила про бажання залишити групу Serebro, в якій вона складалася з 2006 року. Серябкіна повідомила, що виступатиме у групі до 2019 року. 11 жовтня, в інтерв'ю телеканалу RU. TV також розповіла, що кастинг у групу ще не розпочався, і вона хотіла б, щоби він проходив у відкритій формі.
4 квітня 2019 року відбувся реліз дебютного сольного альбому Molly « Косатка в небіе» . 23 серпня співачка випустила сингл «Опалённые солнцем», а 1 жовтня представила кліп на цю композицію . 17 жовтня вийшло відео на пісню «Полуголые». 30 жовтня Максим Фадєєв розірвав контракт із усіма своїми артистами, включаючи Molly. 23 грудня на власному Youtube-каналі Ольги Серябкіної вийшов кліп на пісню «Не бойся», що є останньою роботою співачки з продюсерським центром.

### З 2020: Відмова від псевдоніма Molly, EP «Причины»
У лютому 2020 року співачка заявила про відмову від сценічного псевдоніма Molly на користь власного імені. У тому ж місяці Серябкіна представила пісню «Что же ты наделал», а 3 квітня вийшов однойменний відеокліп. 10 квітня на стрімінгових сервісах відбулася прем'єра синглу «Под водою», а 1 травня — реліз першого сольного міні-альбому «Причины», що складається з чотирьох треків. 2 жовтня Серябкіна представила сингл «Flashback», а 18 грудня випустила композицію «Zodiac».
1 квітня 2021 року відбулася прем'єра пісні «Pleasure», записаної спільно з колишнім вокалістом гурту Azari & III Седріком Гасаїдою. 17 червня Серябкіна представила сингл «Это Love». 23 вересня відбувся реліз пісні «Преступление», що була записана у дуеті з репером Sімптомом — екс-учасником гурту «Гриби». Цього ж дня було представлено mood video, зняте Ігорем Рудником. 25 листопада Ольга Серябкіна випустила композицію Holodno.
2022: «Колишні» та альбом «Синій колір твоєї любові» 
28 січня 2022 року Серябкіна представила пісню «Синій колір твоєї любові», яка пізніше увійшла до однойменного альбому[51].
11 лютого випустила сингл «Колишні» який за кілька днів зайняв лідерські позиції у багатьох чартах Росії, України та Білорусі, а кількість переглядів лірик-відео у YouTube за чотири місяці становить 14 мільйонів[52].  Сингл став дуже швидко набирати популярності в соцмережі TikTok, за чотири місяці кількість відео знятих під звук складає 171.1 тисяч.
22 квітня відбувся реліз альбому «Синій колір твоєї любові», до якого увійшли десять композицій[53].  Альбом став першою самостійною роботою співачки у лейблі «Ольга Серябкіна»[54]
24 травня премія «Прорив року 2022» журналу MODA Topical удостоїла Ольгу перемогою у номінації «Пісня року!»  за композицію «Колишні»
28 травня пройшла премія RU.TV на червоній доріжці якої Ольга з'явилася в образі «Русалки», наряд викликав великий резонанс та обговорення в мережі, образ Ольги почали порівнювати з брокколі та салатом, у результаті фотографії Ольги з премії стали мемом у багатьох соцмережах.

## Особисте життя
У червні 2019 року Серябкіна зізналася у своїй бісексуальності в інтерв'ю російському таблоїду «Супер». Вона зробила це, щоб розвіяти чутки про свої стосунки з Максимом Фадєєвим, які поширювала її колишня колега по гурту Олена Темнікова. В інтерв'ю Серябкіна підтвердила, що була у стосунках з Темніковою протягом чотирьох років, коли вони були колегами по гурту, і що про ці стосунки було добре відомо в їхньому найближчому колі, але вони ніколи не підтверджували їх публічно. Після припинення стосунків з Темніковою Серябкіна зустрічається виключно з чоловіками.
30 жовтня 2020 стало відомо, що Ольга Серябкіна вийшла заміж за Георгія Начкебію. 13 вересня 2021 року Ольга оголосила про те, що вони з чоловіком очікують появи первістка. 20 листопада 2021 року народився син Лука.

## Дискографія

### Студійні альбоми
| Назва                    | Інформація                                                          |
| ------------------------ | ------------------------------------------------------------------- |
| Косатка у небі           | - Реліз: 4 квітня 2019 - Лейбл: MALFA - Формат: цифрова дистрибуція |
| Синій колір твоєї любові | Реліз: 22 квітня 2022                                               |

### Міні-альбоми
| Назва   | Інформація                                                                        |
| ------- | --------------------------------------------------------------------------------- |
| Причини | - Реліз: 1 травня 2020 - Лейбл: Warner Music Russia - Формат: цифрова дистрибуція |

### У складі гурту Serebro
- 2007 — Song 1/Песня 1
- 2007 — Дыши
- 2008 — Опиум
- 2008 — Скажи не молчи
- 2009 — Сладко
- 2010 — Не время/Sexing you
- 2010 — Давай держаться за руки/Angel Kiss
- 2011 — Mama Lover/Мама Люба
- 2012 — Мальчик/Gun
- 2013 — Sexy Ass
- 2013 — Mi Mi Mi
- 2013 — Мало тебя
- 2013 — Угар (feat. DJ MEG)
- 2014 — Я тебя не отдам
- 2014 — Не надо больнее
- 2015 — Kiss
- 2015 — Перепутала
- 2015 — Отпусти меня
- 2015 — Blood Diamond (трек Yellow Claw при участии SEREBRO)
- 2016 — Chocolate
- 2016 — Storm
- 2016 — Get Lost With Me
- 2016 — See you again
- 2016 — Сломана
- 2016 — Сердце пацанки
- 2016 — My Money (new version)
- 2017 — Пройдёт
- 2017 — Между нами любовь
- 2017 — Young Yummy Love (feat. DJ Feel)
- 2017 — В Космосе
- 2017 — Новый год
- 2018 — 111307
- 2018 — Chico loco
- 2018 — Притяженья больше нет (feat. Максим Фадеев)
- 2018 — Пятница
- 2018 — На лицо (feat. Хлеб)

### Сольно
| Рік  | Назва                                               | Найвища позиція в чарті | Найвища позиція в чарті | Найвища позиція в чарті | Найвища позиція в чарті | Найвища позиція в чарті | Найвища позиція в чарті | Альбом                            |
| Рік  | Назва                                               | General                 | Audience                | RUS                     | МСК                     | UKR                     | Kyiv                    | Альбом                            |
| ---- | --------------------------------------------------- | ----------------------- | ----------------------- | ----------------------- | ----------------------- | ----------------------- | ----------------------- | --------------------------------- |
| 2014 | «Kill Me All Night Long» (DJ M.E.G за участі Molly) |                         |                         |                         |                         |                         |                         | без альбому                       |
| 2015 | «Holy Molly»                                        | 254                     | 1530                    | —                       | 689                     | 86                      | 141                     | без альбому                       |
| 2015 | «Мы мечтали о сцене»                                |                         |                         |                         |                         |                         |                         | без альбому                       |
| 2015 | «For Ma Ma»                                         |                         |                         |                         |                         |                         |                         | без альбому                       |
| 2015 | «Zoom»                                              |                         |                         |                         |                         |                         |                         | без альбому                       |
| 2016 | «Я просто люблю тебя»                               | 226                     | 971                     | —                       | —                       | 1171                    | 137                     | «Косатка в небе»                  |
| 2016 | «Style»                                             |                         |                         |                         |                         |                         |                         | без альбому                       |
| 2017 | «Я просто люблю тебя» (dance version)               |                         |                         |                         |                         |                         |                         |                                   |
| 2017 | «Если ты меня не любишь» (разом з Єгором Крідом)    | 19                      | 20                      | 29                      | 52                      | 62                      | 15                      | «Что они знают?»/«Косатка в небе» |
| 2017 | «Fire»                                              |                         |                         |                         |                         |                         |                         | без альбому                       |
| 2017 | «Это не месячные» (Слава КПСС за участі Molly)      |                         |                         |                         |                         |                         |                         | без альбому                       |
| 2017 | «Мне нравится» (разом з Big Russian Boss)           |                         |                         |                         |                         |                         |                         | без альбому                       |
| 2017 | «Пьяная»                                            |                         |                         |                         |                         |                         |                         | «Косатка в небе»                  |
| 2018 | «Backfire» (feat. Максим Свобода)                   |                         |                         |                         |                         |                         |                         | без альбому                       |
| 2018 | «Under My Skin»                                     |                         |                         |                         |                         |                         |                         | без альбому                       |
| 2018 | «Рассыпая серебро» (разом з Максом Фадєєвим)        |                         |                         |                         |                         |                         |                         | «Косатка в небе»                  |
| 2018 | «Потому что любовь»                                 |                         |                         |                         |                         |                         |                         | «Косатка в небе»                  |
| 2019 | «Не плачу»                                          |                         |                         |                         |                         |                         |                         | «Косатка в небе»                  |
| 2019 | «Красивый мальчик»                                  |                         |                         |                         |                         |                         |                         | «Косатка в небе»                  |
| 2019 | «Опалённые солнцем»                                 |                         |                         |                         |                         |                         |                         | без альбому                       |
| 2019 | «Полуголые»                                         |                         |                         |                         |                         |                         |                         | без альбому                       |
| 2019 | «Не бойся»                                          |                         |                         |                         |                         |                         |                         | «Косатка в небе»                  |
| 2020 | «Что же ты наделал»                                 |                         |                         |                         |                         |                         |                         | без альбому                       |
| 2020 | «Под водой»                                         |                         |                         |                         |                         |                         |                         | без альбому                       |
| 2020 | «Делай громче»                                      |                         |                         |                         |                         |                         |                         | «Причины»                         |
| 2020 | «Спутники»                                          |                         |                         |                         |                         |                         |                         | «Причины»                         |
| 2020 | «Он не придёт»                                      |                         |                         |                         |                         |                         |                         | «Причины»                         |
| 2020 | «Тет-а-тет»                                         |                         |                         |                         |                         |                         |                         | «Причины»                         |
| 2020 | «Не стыдно»                                         |                         |                         |                         |                         |                         |                         | без альбому                       |
| 2020 | «Flashback»                                         |                         |                         |                         |                         |                         |                         | без альбому                       |
| 2020 | «Zodiac»                                            |                         |                         |                         |                         |                         |                         | без альбому                       |
| 2021 | «Pleasure» (разом з Седриком Гасаїдой)              |                         |                         |                         |                         |                         |                         | без альбому                       |
| 2021 | «Это Love»                                          |                         |                         |                         |                         |                         |                         | без альбому                       |
| 2021 | «Преступление» (спільно з Sимптомом)                |                         |                         |                         |                         |                         |                         | без альбому                       |
| 2021 | «Holodno»                                           |                         |                         |                         |                         |                         |                         | без альбому                       |

### У складі гуртуSerebro

#### Студійні альбоми
- ОпиумRoz (2009)
- Mama Lover (2012)
- Сила трёх (2016)

#### EP-альбоми
- Избранное (2010)
- Chico Loco (2019)

## Відеографія

### У складі гурту Serebro
- 2007 — Song 1/Песня 1
- 2007 — Дыши
- 2008 — Опиум
- 2008 — Скажи не молчи
- 2009 — Сладко
- 2010 — Не время
- 2011 — Давай держаться за руки/Mama Lover
- 2011 — Mama Lover/Мама Люба
- 2012 — Мальчик/Gun
- 2013 — Mi Mi Mi
- 2013 — Мало тебя
- 2013 — Угар (feat. DJ M.E.G)
- 2014 — Я тебя не отдам
- 2015 — Kiss
- 2015 — Перепутала
- 2016 — Отпусти меня
- 2016 — Chocolate
- 2016 — Сломана
- 2016 — My Money
- 2017 — Пройдёт (Mood Video)
- 2017 — Между нами любовь
- 2017 — В Космосе
- 2018 — Новый год
- 2018 — Chico loco
- 2018 — Притяженья больше нет (feat. Максим Фадеев)
- 2018 — Пятница

### Сольно
| Рік                     | Кліп                                             | Режисер                         |
| ----------------------- | ------------------------------------------------ | ------------------------------- |
| 2014                    | «Kill Me All Night Long» (спільно з DJ MEG)      | Максим Фадєєв                   |
| 2015                    | «Holy Molly»                                     | Максим Фадєєв                   |
| 2016                    | «Я просто люблю тебя»                            | Максим Фадєєв                   |
| 2016                    | «Style»                                          | Максим Фадєєв                   |
| 2017                    | «Я просто люблю тебя» (Dance Version)            | Данило Волков                   |
| 2017                    | «Если ты меня не любишь» (разом з Єгором Крідом) | Заур Засєєв                     |
| 2017                    | «Fire»                                           | Malfa                           |
| 2017                    | «Мне нравится» (разом з Big Russian Boss)        | КЛІККЛАК                        |
| 2017                    | «Пьяная»                                         | Єгор Павленко та Ірма Польських |
| 2018                    | «Under my skin»                                  | Kate Yak                        |
| 2019                    | «Потому что любовь»                              | ILUXA100                        |
| 2019                    | «Не плачу»                                       | Ірма Польських                  |
| 2019                    | «Красивый мальчик»                               | Максим Фадєєв                   |
| 2019                    | «Опалённые солнцем»                              | Максим Петров                   |
| 2019                    | «Полуголые»                                      | Євген Куріцин                   |
| 2019                    | «Не бойся»                                       | Євген Куріцин                   |
| 2020                    | «Що ж ти наробив»                                | Катя Чернікова                  |
| Участь інших виконавців |                                                  |                                 |
| 2004                    | «Мулатка» (кліп Діми Білана)                     | Георгій Тоїдзе                  |

## Фільмографія
| Рік  | Назва          | Режисер          | Роль                    |
| ---- | -------------- | ---------------- | ----------------------- |
| 2015 | Найкращий день | Жора Крижовников | Аліна Шепіт — поп-зірка |

## Нагороди та номінації

### Автор пісень
| Рік  | Нагорода                     | Номінація                             | Номінована робота        | Результат |
| ---- | ---------------------------- | ------------------------------------- | ------------------------ | --------- |
| 2010 | «Пісня року»                 | Лауреатка фестивалю (Юлія Савічева)   | «Москва-Владивосток»     | Перемога  |
| 2010 | «Золотий грамофон»           | Статуетка «Золотого грамофону»        | «Москва-Владивосток»     | Номінація |
| 2010 | «Радио Поток»                | «Найкращі пісні 2010 року»            | «Москва-Владивосток»     | Перемога  |
| 2011 | «Золотий грамофон» (Україна) | Статуетка «Золотого грамофону»        | «Москва-Владивосток»     | Перемога  |
| 2011 | «Пісня року»                 | Лауреатка фестивалю (Serebro)         | «Мама Люба»              | Перемога  |
| 2011 | «Радио Поток»                | «Найкращі пісні 2011 року»            | «Мама Люба»              | Перемога  |
| 2012 | «Премія Муз-ТВ»              | «Пісня року»                          | «Мама Люба»              | Номінація |
| 2012 | «Премия RU.TV»               | «Найкращий танцювальний трек»         | «Мама Люба»              | Перемога  |
| 2012 | «Премия RU.TV»               | «Найкращий рінгтон»                   | «Мама Люба»              | Номінація |
| 2013 | «Реальна премія MusicBox»    | «Найкраща пісня»                      | «Мало тебя»              | Перемога  |
| 2013 | «Пісня року»                 | Лауреатка фестивалю (Serebro)         | «Мало тебя»              | Перемога  |
| 2013 | «Радио Поток»                | «Найкращі пісні 2013 року»            | «Мало тебя»              | Перемога  |
| 2014 | «Премія Муз-ТВ»              | «Найкраща пісня»                      | «Мало тебя»              | Перемога  |
| 2014 | «Радио Поток»                | «Найкращі пісні 2014 року»            | «Я тебя не отдам»        | Перемога  |
| 2014 | «Радио Поток»                | «Найкращі пісні 2014 року»            | «Невеста»                | Перемога  |
| 2014 | «Пісня року»                 | Лауреатка фестивалю (Юлия Савичева)   | «Невеста»                | Перемога  |
| 2014 | «Пісня року»                 | Лауреатка фестивалю (Serebro)         | «Я тебя не отдам»        | Перемога  |
| 2014 | «Реальна премія MusicBox»    | «Найкраща пісня»                      | «Я тебя не отдам»        | Перемога  |
| 2015 | «Премія Муз-ТВ»              | «Найкраща пісня»                      | «Я тебя не отдам»        | Номінація |
| 2015 | «Пісня року»                 | Лауреатка фестивалю (Serebro)         | «Перепутала»             | Перемога  |
| 2016 | «Премія Муз-ТВ»              | «Найкраща пісня на иностранном языке» | «Kiss»                   | Номінація |
| 2016 | «Радио Поток»                | «Найкращі пісні 2016 року»            | «Отпусти меня»           | Перемога  |
| 2016 | «Золотий грамофон»           | Статуетка «Золотого грамофону»        | «Сломана»                | Номінація |
| 2017 | «Премія Муз-ТВ»              | «Найкраща пісня іноземною мовою»      | «Chocolate»              | Перемога  |
| 2017 | «Премія Муз-ТВ»              | «Найкраща пісня іноземною мовою»      | «Style»                  | Номінація |
| 2017 | «Премія Муз-ТВ»              | «Найкращий дует» (Emin & Ані Лорак)   | «Я не могу сказать»      | Номінація |
| 2017 | «Радио Поток»                | «Найкращі пісні 2017 року»            | «Если ты меня не любишь» | Перемога  |
| 2017 | «Реальна премія MusicBox»    | «Дуэт року» (Molly & Егор Крид)       | «Если ты меня не любишь» | Номінація |
| 2017 | «Новое Радио»                | «Найкраща пісня»                      | «Если ты меня не любишь» | Перемога  |
| 2017 | «VK Music Awards»            | «Артист року» (Molly & Егор Крид)     | «Если ты меня не любишь» | Перемога  |

### Сольний проєкт Molly
| Рік  | Нагорода                  | Номінація                                    | Номінована робота        | Результат |
| ---- | ------------------------- | -------------------------------------------- | ------------------------ | --------- |
| 2017 | «Премія Муз-ТВ 2017»      | «Найкраща пісня іноземною мовою»             | «Style»                  | Номінація |
| 2017 | «Радио Поток»             | «Найкращі пісні 2017 року» (feat. Єгор Крід) | «Если ты меня не любишь» | Перемога  |
| 2017 | «Реальна премія MusicBox» | «Дует року» (Molly & Егор Крид)              | «Если ты меня не любишь» | Номінація |
| 2017 | «Новое Радио»             | «Найкраща пісня»                             | «Если ты меня не любишь» | Перемога  |
| 2017 | «VK Music Awards»         | «Артист року»                                | «Если ты меня не любишь» | Перемога  |